# ميثاق سيريما غاندي
ميثاق سيريما غاندي هو ميثاق واتفاقية تم توقيعها بين سيريمافو باندرانايكا رئيسة وزراء سريلانكا وأنديرا غاندي رئيسة وزراء الهند في 28 يونيو 1974. كانت اتفاقية متابعة لميثاق سيريما شاستري التي تركت 150.000 شخص من أصل هندي في سريلانكا لحسابهم في المستقبل. وافق ميثاق سيريما شاستري على منح الجنسية السيلانية لـ 300.000 من السكان الهنود في سريلانكا وإعادة 525.000 شخص إلى الهند.
تعتبر الاتفاقية أحد عوامل العلاقة الجيدة بين الهند وسريلانكا لأنها ساهمت في حل قضايا الأشخاص عديمي الجنسية من أصل هندي في سريلانكا.